# José Antonio Casilla
José Antonio Casilla Cortés est un joueur espagnol de volley-ball né le 29 août 1979 à Alcover (province de Tarragone). Il mesure 1,98 m et joue réceptionneur-attaquant. Il est international espagnol.

## Biographie
Il est le frère du joueur espagnol de football Kiko Casilla.

## Clubs
| Club                 | De        | À         |
| -------------------- | --------- | --------- |
| Numancia Soria       | 1999-2000 | 2001-2002 |
| Unicaja Almería      | 2002-2003 | 2004-2005 |
| Club Voleibol Pòrtol | 2005-2006 | 2005-2006 |
| Numancia Soria       | 2006-2007 | 2011-2012 |

## Palmarès
- Championnat d'Europe (1)
  - Vainqueur : 2007
- Ligue européenne (1)
  - Vainqueur : 2007
- Championnat d'Espagne (4)
  - Vainqueur : 2003, 2004, 2005, 2006
  - Finaliste : 2001, 2002
- Coupe du Roi (3)
  - Vainqueur : 2000, 2006, 2008
  - Finaliste : 2001, 2007, 2012
- Supercoupe du Roi (1)
  - Vainqueur : 2003